# Futex
futex（英語：fast userspace mutex，快速用户区互斥的简称）是一个在Linux上实现锁定和构建高级抽象锁如信号量和POSIX互斥的基本工具。它们第一次出现在内核开发的2.5.7版；其语义在2.5.40固定下来，然后在2.6.x系列稳定版内核中出现。
Futex是由Hubertus Franke（IBM Thomas J. Watson 研究中心）, Matthew Kirkwood，Ingo Molnar（Red Hat）和 Rusty Russell（IBM Linux 技术中心）等人创建的。
Futex由一块能够被多个进程共享的内存空间（一个对齐后的整型变量）组成；这个整型变量的值能够通过汇编语言调用CPU提供的原子操作指令来增加或减少，并且一个进程可以等待直到那个值变成正数。Futex的操作几乎全部在用户空间完成；只有当操作结果不一致从而需要仲裁时，才需要进入操作系统内核空间执行。这种机制允许使用futex的锁定原语有非常高的执行效率：由于绝大多数的操作并不需要在多个进程之间进行仲裁，所以绝大多数操作都可以在应用程序空间执行，而不需要使用（相对高代价的）内核系统调用。